# Кувшинников, Пётр Афанасьевич
Пётр Афанасьевич Кувшинников (1889—1954) — советский санитарный статистик, академик АМН СССР (1945).

## Биография
Родился 22 февраля (16 марта) 1889 года.
В 1914 годук — окончил медицинский факультет МГУ.
С 1918 года — первый заведующий отделом статистики Наркомздрава РСФСР, а с 1924 года — работал в подотделе социальных болезней Мосгорздравотдела.
С 1935 года — профессор первой в СССР кафедры санитарной статистики 1-го ММИ.
С 1939 года — научный руководитель Научно-методического бюро санитарной статистики Наркомздрава, а затем Министерства здравоохранения РСФСР.
С 1946 по 1954 годы — заведующий отделом санитарной статистики Института организации здравоохранения и истории медицины имени Н. А. Семашко (сейчас это — Национальный НИИ общественного здоровья имени Н. А. Семашко).
Умер 25 января 1954 года, похоронен на Новодевичьем кладбище.

## Научная деятельность
Занимался статистическим исследованиями общественно значимых заболеваний (распространение, динамика, эффективность лечения) и демографических процессов.
Автор свыше 60 научных работ, посвященных статистическим исследованиям о распространении и динамике туберкулеза, венерических болезней, заболеваемости рабочих московских промышленных предприятий.
Руководил рядом крупных исследований по демографической статистике, статистике заболеваемости и по физическому развитию, участвовал в IV пересмотре номенклатуры и классификации болезней, разработал основы применения статистического метода в клинике.
Его научные исследования способствовали развитию теории и практики советской санитарной статистики, особенно статистики туберкулеза, заболеваемости рабочих промышленных предприятий, применения статистики в клинике.
В годы Великой Отечественной войны работал над организацией военно-санитарной статистики, после войны участвовал в работах по статистической обработке материалов, вошедших в труд «Опыт советской медицины в Великой Отечественной войне 1941—1945 годов».
Под его руководством подготовлено и защищено 9 диссертаций, из них одна докторская.

### Сочинения
- Социальные болезни в Московской губернии, М., 1926 (совм, с Куркиным П. И.);
- Заболеваемость московских промышленных рабочих в 1925—27 гг., в кн.: Заболеваемость застрахованных в промышленности г. Москвы и Московской области 1925—28 гг., с. 37, М., 1929;
- Статистический метод в клинических исследованиях, М., 1955.

## Награды
- Орден Ленина
- Орден Красной Звезды
- медали